# 有紋花花介
有紋花花介（学名：Callistocythere undata）为細花介科花花介屬下的一个种。